# Anglefort
Anglefort – miejscowość i gmina we Francji, w regionie Owernia-Rodan-Alpy, w departamencie Ain.

## Demografia
Według danych na rok 2020 gminę zamieszkiwało 1116 osób, a gęstość zaludnienia wynosiła 38,1 osób/km².